# Namibisk dollar
Namibisk dollar er valutaen i Namibia. Dollaren er underinddelt i 100 cents. ISO 4217-koden for namibisk dollar er NAD.
Namibia er i møntunionen Common Monetary Area (CMA) sammen med Sydafrika, Lesotho og Swaziland, og den namibiske dollar er låst til sydafrikanske rand, lesothiske loti og swazilandske lilangeni i forholdet 1:1.
Den namibiske dollar blev indført i 1993. Før da brugtes rand i Namibia, og rand er også stadigvæk er gyldigt betalingsmiddel i Nabibia